# Divagations du fleuve Jaune
Pour un article plus général, voir Fleuve Jaune.

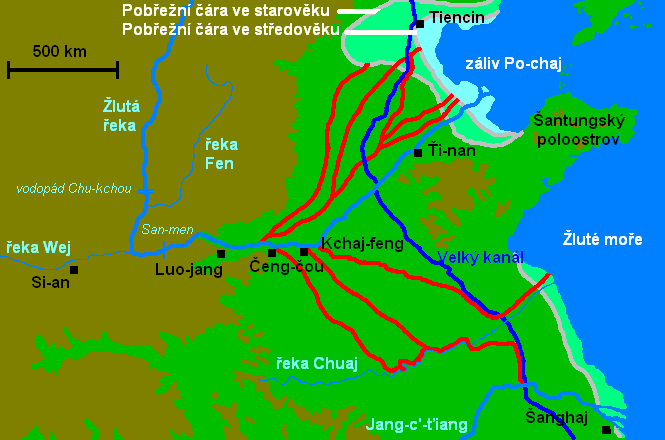
Carte des principales divagations du fleuve Jaune (en rouge), de son cours actuel (en bleu clair), du Grand Canal (en bleu foncé) et des tracés des littoraux à différentes époques (en gris).

Les divagations du fleuve Jaune désignent les changements de lit du fleuve Jaune dans son cours inférieur depuis l'établissement de la civilisation chinoise il y a plusieurs millénaires. Ces modifications du tracé du fleuve proviennent de la topographie régionale, de la forte charge sédimentaire de ses eaux charriant de grandes quantités de limon et de l'édification de levées, que ce soit de manière naturelle ou anthropique. La particularité de ces divagations dans le cas de ce fleuve tient au fait que celles-ci peuvent déplacer son embouchure de plusieurs centaines de kilomètres le long du littoral au point de la faire passer de part et d'autre de la péninsule du Shandong suivant les époques.

## Causes

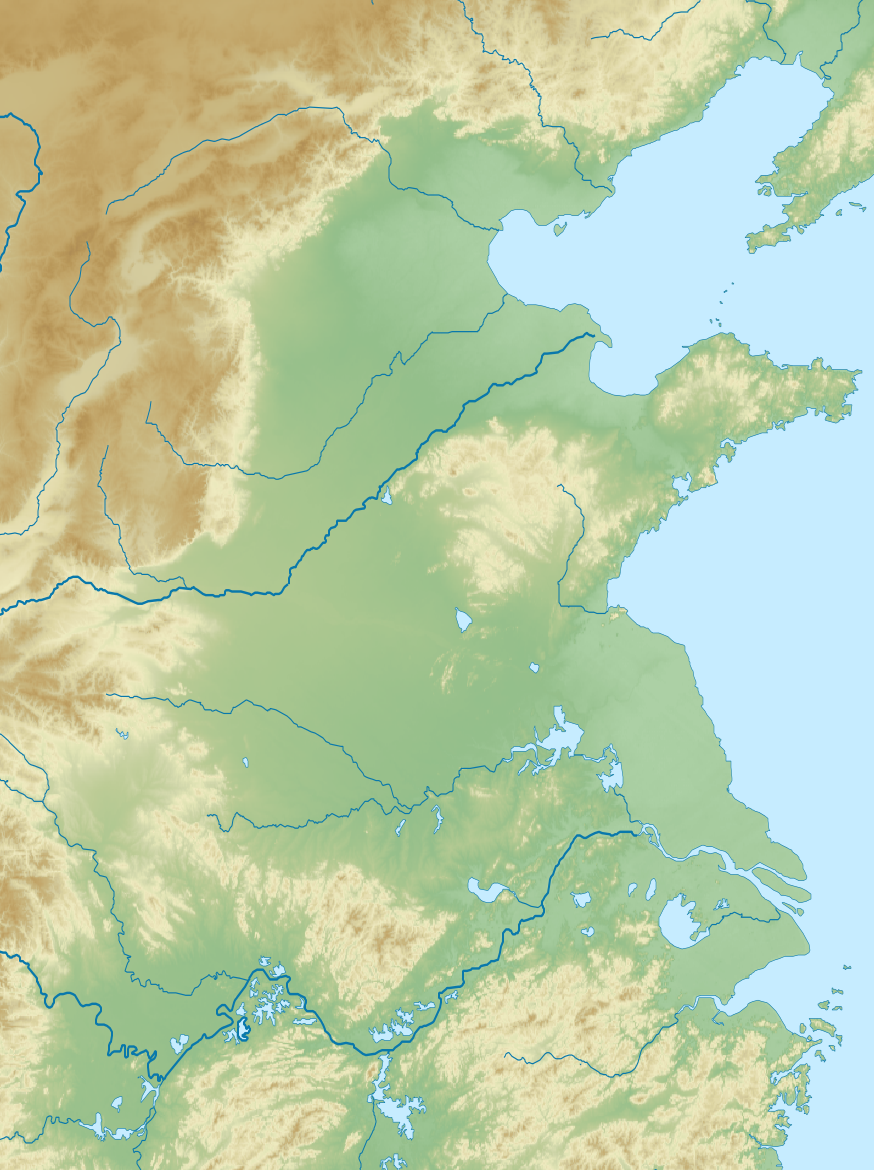
Grande plaine de Chine du Nord, au milieu de laquelle émerge la péninsule du Shandong.

Structurellement, la  grande plaine de Chine du Nord constitue le cône de déjection au sens large du fleuve Jaune, c'est-à-dire une large étendue subhorizontale où le fleuve dépose ses sédiments de loess avant de se jeter dans la mer. Sur une distance de près de 700 km, la pente y est de l'ordre de quelques dizaines de centimètres par kilomètre, insuffisante pour que le fleuve conserve sa charge sédimentaire.
En régime normal, dans une zone de delta, un fleuve s'écoule dans son lit mineur pendant l'étiage, mais gagne tout son lit majeur périodique pendant les périodes de crue annuelle, durant lesquelles il dépose une grande partie de sa charge sédimentaire dans le lit majeur, ainsi que sur des « levées alluviales », qui marquent les berges par un relief séparant le lit mineur de zones plus déprimées et souvent marécageuses. Le fleuve constitue ainsi progressivement le long de son parcours un dépôt sédimentaire, qui finit par niveler puis rehausser son lit majeur par rapport aux zones environnantes, conduisant à des inondations de plus en plus étendues. Lorsque le lit majeur devient trop surélevé, le fleuve se fraye un nouveau chenal d'écoulement, et le cycle recommence.
De tous les grands fleuves de la planète, le fleuve Jaune est celui qui présente la charge la plus élevée, avec une charge sédimentaire moyenne de 35 kg m−3. En août 1934 on a pu relever des charges sédimentaires de 381 kg m−3. La cause première des inondations est la grande quantité de loess transportée par la rivière depuis le plateau de Lœss, qui donne son nom au « fleuve Jaune ».  L'érosion des plateaux de Lœss a été accentuée par la déforestation à partir de la dynastie Han. Cette charge se dépose continuellement le long de son lit lorsque la rivière débouche dans la grande plaine de Chine du Nord, où la faible pente diminue la compétence du fleuve.  De nombreux bancs rendent la navigation plus difficile. Progressivement, ces zones de dépôt se rehaussent et la zone inondable s'étend, s'encombrant toujours plus d'alluvions, jusqu'à ce que le lit soit bouché au point que le fleuve, à la faveur d'une nouvelle crue, s'ouvre un nouveau chemin quelque part à travers la grande plaine de Chine du Nord, inondant les terres agricoles, les villes ou les villages situés sur son passage. Ces divagations en amont peuvent, en aval, déplacer l'embouchure du fleuve de près de 500 km, la faisant passer du nord au sud de la péninsule de Shandong.
Un facteur déclenchant de ces inondations dévastatrices a été historiquement la rupture dans l'amont du fleuve de barrages de glace en Mongolie intérieure, entraînant une libération soudaine d'importantes quantités d'eau retenue. Il y a eu onze inondations de ce type au cours du siècle dernier, chacune causant des pertes humaines et matérielles considérables. De nos jours, des explosifs largués par avion servent à casser les barrières de glace avant qu’elles ne deviennent dangereuses.

## Divagations

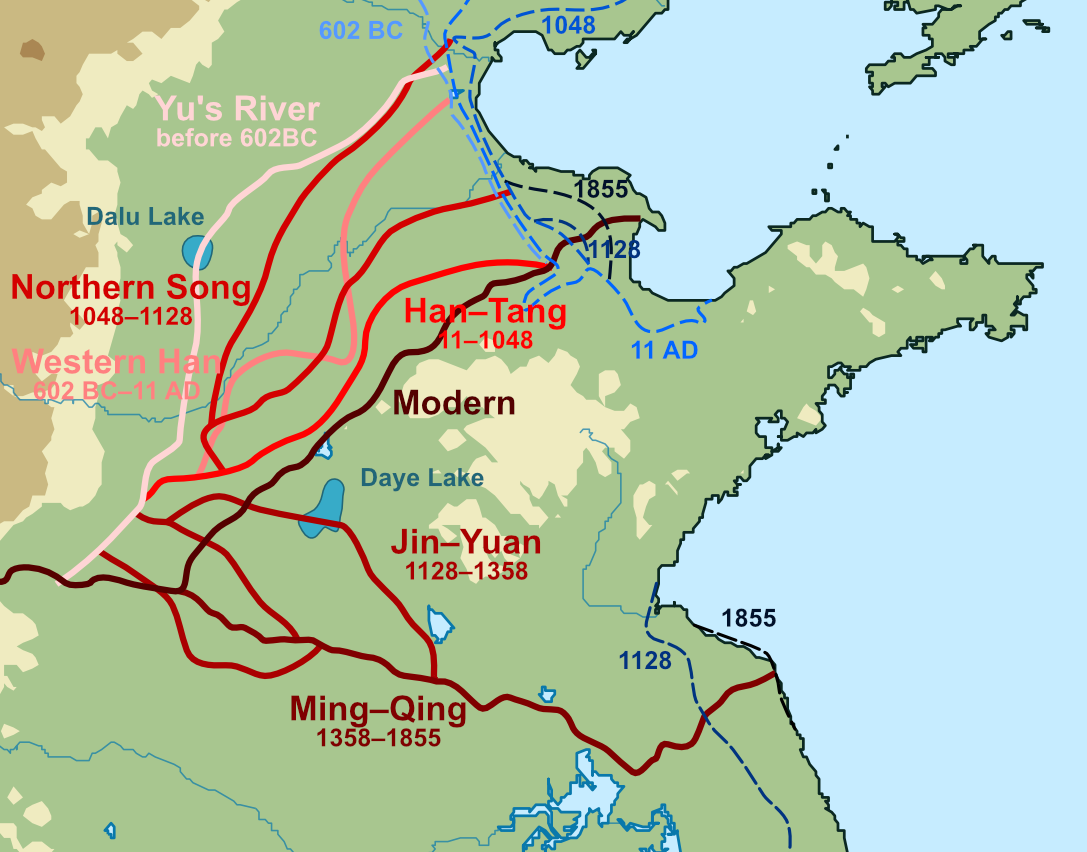
Divagations historiques du Fleuve Jaune.

Les archives historiques montrent qu'au cours des 2 500 dernières années, le fleuve a connu 1 593 modifications mineures, 26 modifications majeures, et a changé six fois radicalement son cours. Chaque changement majeur consécutif à une crue a été un désastre humain pour la population noyée, et une catastrophe économique imposant de réorganiser les aménagements des voies navigables et notamment la circulation dans le Grand Canal.
Dans les débuts de la civilisation chinoise au XXIIIe siècle av. J.-C., le fleuve Jaune suit son cours le plus septentrional répertorié, obliquant vers le nord-nord-est en amont de la ville de Zhengzhou en longeant le rebord oriental des monts Taihang et se jetant dans la baie de Bohai dont le trait de côte se trouve alors dans l'actuelle grande plaine de Chine du Nord,. À cette époque, le cours inférieur du fleuve Jaune était divisé en plusieurs branches, appelées les "Neuf fleuves" (Jiuhe 九河), dont le lit était relativement stable.
Durant la période des Royaumes combattants (ve siècle av. J.-C. à 602 av. J.-C.), on commença à construire des digues pour contenir les inondations.
En 602 av. J.-C. les sources de la dynastie Han mentionnent un changement de cours. Le fleuve quitte son lit précédent au niveau de Huaxian et adopte un lit plus méridional en se rapprochant de la péninsule du Shandong. Il continue de se déverser dans le golfe de Bohai, dont le littoral progresse vers l'est au fur et à mesure de son comblement par les alluvions,. Au début du Ve siècle av. J.-C., l'embouchure du fleuve Jaune se situe dans les environs de la ville de Cangzhou,, à Huanghua (黄驊), dans le Hebei, au sud de Tianjin.

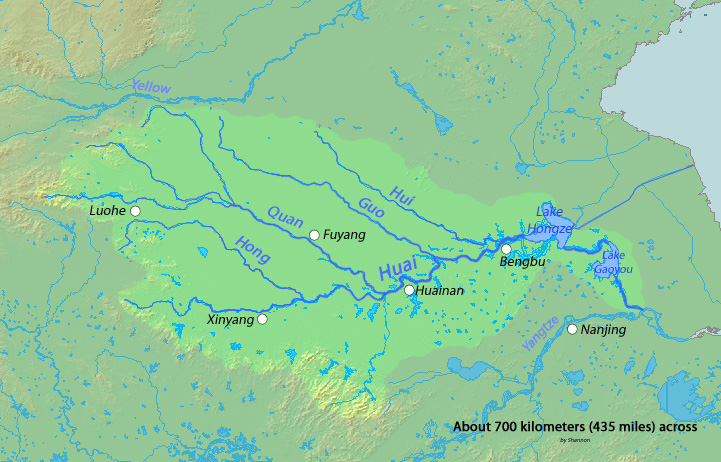
Le bassin du Huai He, lieu de divagation sud du Fleuve Jaune.

En 132 av. J.-C., sous la dynastie Han, le fleuve rompt ses digues à Huzi (瓠子) et s'écoule vers le sud dans la rivière Si (泗水), un affluent du Huai He (淮河). Il reprend son cours vers le nord en 109 av. J.-C..
En 11 apr. J.-C. il rompt à nouveau les digues aux alentours de Huaxian et déplace son lit vers le sud à travers la rivière Ji (濟水) disparue depuis, en bordure nord du relief qui forme la péninsule du Shandong. Le cours du fleuve Jaune fut alors encadré par un système de digues, équipées de vannes permettant de les soulager en période de crue en autorisant une inondation contrôlée. Ce système stabilisa le cours du fleuve pendant 700 ans, ce qui permit l'édification du système du Grand Canal sous la dynastie Sui (581 – 618).
S'ensuit la période des Cinq Dynasties et des Dix Royaumes (907-979), au cours de laquelle les seigneurs de la guerre n'hésitaient pas à rompre les digues pour contrarier un ennemi. Au cours des premières décennies de la dynastie Song (960-1279), la plaine du fleuve Jaune semble n'avoir été qu'un vaste marais, en raison des nombreuses inondations. Les historiens comptent plus de 210 changements mineurs et majeurs sous la dynastie Song (960-1279).
En 1034, le fleuve sort de ses digues après Huaxian et se dirige vers le nord-est en suivant un tracé proche du cours actuel, se jetant dans la baie de Laizhou, à Wudi (無棣) dans le Hebei ; puis en 1048 s'ouvre à partir de Dezhou un nouveau lit s'étendant même plus au nord, passant par Tianjin. À partir de 1060 le fleuve se divise entre ces deux branches. Progressivement la branche sud s'encombra d'alluvions et disparut au profit de la branche nord. À partir de 1069 des digues sont construites pour tenter de réalimenter la branche sud, qui forme une frontière politique importante ; mais le fleuve rompt ses digues vers la branche nord, une première fois en 1081, puis définitivement en 1099 où le projet est abandonné.
En 1194, le fleuve Jaune rompt ses digues au niveau de Zhengzhou et suit un cours plus au sud, se dirigeant vers Dongping dans le Shandong, mais se divise en deux branches au pied de ce relief. La branche sud contourne la péninsule du Shandong vers le sud-est et se jette dans la mer Jaune au niveau de la ville de Huaian. La branche nord continuait à couler dans son ancien lit, mais à partir de 1208, les deux branches convergent dans le lit sud, et l'estuaire du fleuve Jaune passe entièrement au sud de la péninsule du Shandong.
En 1232 puis en 1235, à la fin de la dynastie Jin (1115-1234), les Mongols attaquant l'empire dans le nord de la Chine ouvrent à deux reprises les digues du fleuve Jaune, pour noyer les troupes ennemies et contraindre les villes assiégées à se rendre. Le fleuve se décala à chaque fois un peu plus à l'ouest, se jetant dans la rivière Guo (渦水) puis la rivière Ying (穎水), deux affluents du Huai He. En 1279 le fleuve regagne le lit de la rivière Si. En 1344, il s'échappe à nouveau de ses digues, et le flot s'écoule vers le nord-ouest à travers le Grand Canal. Le tracé précédent est alors dragué et canalisé, et le fleuve Jaune retrouve son parcours vers le sud dans le lit canalisé, conservant encore quelque temps une branche secondaire passant au nord de la péninsule du Shandonc. Jusqu'en 1855, le fleuve divague dans le bassin du Huai He, capturant l'un ou l'autre de ses affluents à l'occasion de ses diverses inondations.
Vers 1853-1855, lors du soulèvement de Taiping (1850-1864), un nouveau changement de parcours à la faveur d'une gigantesque crue et du manque d'entretien des levées refait passer le fleuve Jaune de l'autre côté de la péninsule du Shandong en adoptant le tracé actuel,,.
En 1938, l'armée nationale révolutionnaire  provoqua une inondation pour empêcher l'avancée de l'armée japonaise envahissante, en détruisant la digue au niveau de Kaifeng, causant la mort de 890 000 paysans. Après 1938, le fleuve Jaune se jette à nouveau dans le fleuve Bleu mais en adoptant un tracé plus à l'ouest et plus en amont que celui de 1289,. Enfin, des travaux ramènent définitivement le fleuve Jaune dans son lit actuel en 1947 ; les divagations du fleuve sont alors cantonnées à son delta,.

Divagations du delta du fleuve entre 1989 et 2009.

## Inondations

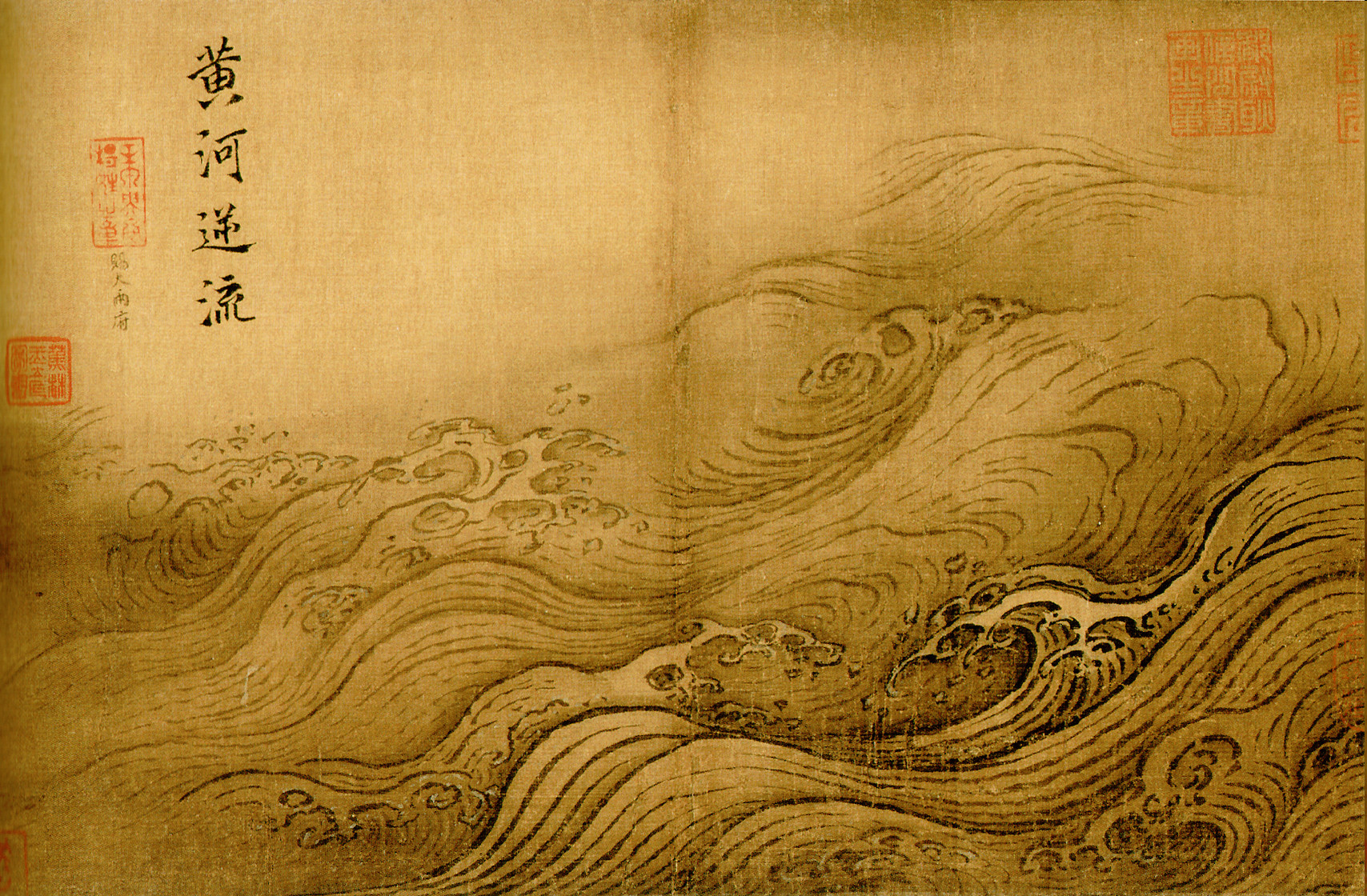
Le fleuve Jaune sort de son lit de Ma Yuan (1160–1225), Dynastie Song.

Historiquement, les ruptures de berges ont été beaucoup plus fréquentes que les changements de tracé.
Le fleuve Jaune a été à l'origine de nombreuses inondations très meurtrières, parmi lesquelles figurent les seules catastrophes naturelles des temps historiques à avoir tué plus d'un million de personnes. Avant la construction des grands barrages modernes en Chine, le fleuve Jaune était extrêmement sujet aux inondations. Entre 960 et 1048, il y a eu 38 débordements importants, et 29 autres entre 1048 et 1194. Au cours des 2 540 années qui vont de 595 av. J.-C. à 1946, le fleuve Jaune aurait été inondé 1 593 fois, changeant son cours 26 fois de manière notable et neuf fois plus sévèrement.
La politique traditionnelle chinoise consistant à construire des digues de plus en plus hautes le long des rives a largement augmenté la gravité des inondations : le lit mineur continuant à se surélever, il finit parfois par être plus haut que la campagne environnante, et lorsqu'une crue ouvre une brèche dans ces digues, le fleuve ne peut plus retrouver son lit après une inondation normale.
Avant la gestion moderne des catastrophes, lorsque des inondations se produisaient, une partie de la population pouvait mourir noyée, mais une grande partie était victime de la famine et de la propagation des maladies qui en découlaient.
Parmi les inondations les plus meurtrières, on peut citer celle de 1332-33, durant la dynastie des Yuan, ou celles de 1887 sous la dynastie Qing, dont on estime qu'elles ont fait de 900 000 à 2 millions de victimes ; ou encore durant la République de Chine, celle de 1931, composante des inondations de 1931 en Chine qui ont causé la mort de 1 à 4 millions de personnes.
L’inondation de 1887 a submergé des milliers de kilomètres carrés et a complètement enseveli de nombreux villages sous une couche de limon ; le fleuve Jaune avait quitté son cours près de la ville de Kaifeng et se raccorda à la rivière Huai, mais grâce aux efforts des ingénieurs, la rivière revint dans son ancien cours en 1889. 
Ces dernières années, de telles inondations sont devenues moins fréquentes à la suite de l'amélioration systématique de la technique de construction des berges.

## Articles externes
- The geo-pattern of course shifts of the Lower Yellow River. Yanjun Su, Journal of Geographical Sciences 21(6) - December 2011